# 阿维利诺·拉松
阿维利诺·伊格纳西奥·拉松（英語：Avelino "Sonny" Ignacio Razon Jr.，1952年9月27日—），是菲律宾军官学校学员，曾担任菲律宾国家警察总长，亲自监督菲律宾众议院大楼爆炸案，任职内因为他本人的奉献精神和专业精神受到民众的认可。